# Kundl
Kundl ist eine Marktgemeinde mit 5001 Einwohnern (Stand 1. Jänner 2025) im Bezirk Kufstein, Tirol (Österreich). Die Gemeinde liegt im Gerichtsbezirk Rattenberg.

## Geografie

### Geografische Lage
Kundl liegt im Unterinntal auf einem Schwemmkegel der Wildschönauer Ache, die in den Inn mündet. Südlich verläuft die Kundler Klamm (teilweise im Gemeindegebiet von Wildschönau).

### Naturschutzgebiet Söller Wiesen
Das Naturschutzgebiet liegt nördlich der Bundesstraße am Rand des Gewerbegebietes Luna, umfasst eine Fläche von 239,66 ha und wurde 2005 unter Schutz gestellt. 2012 wurde wegen der Vergrößerung des Gewerbegebietes eine Ausgleichsfläche zwischen Schutzgebiet und Bahnstrecke angelegt.
- Karte: tirisMaps

### Gemeindegliederung
Die Gemeinde besteht aus zwei Katastralgemeinden (Fläche Stand 31. Dezember 2023):
- Kundl (1.410,57 ha)
- Liesfeld (782,92 ha)

Die Gemeinde gliedert sich in drei Ortschaften (Einwohnerzahl Stand 1. Jänner 2025):
- Kundl (4274) mit der Rotte St. Leonhard
- Liesfeld (674)
- Saulueg (53)

### Nachbargemeinden
|         | Breitenbach am Inn                          |       |
| Radfeld | Kompassrose, die auf Nachbargemeinden zeigt | Wörgl |
|         | Wildschönau                                 |       |

## Geschichte

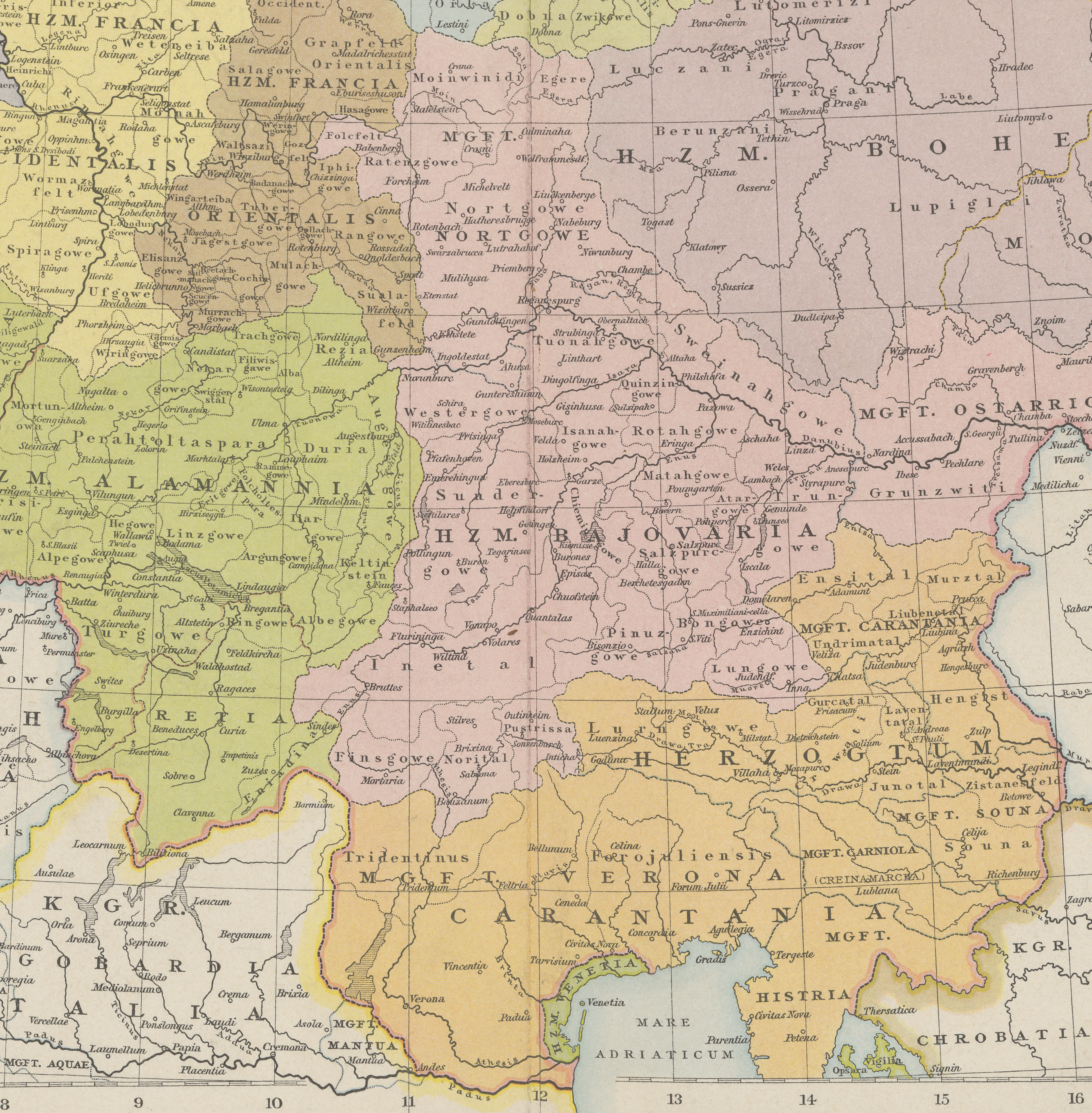
Quantalas um das Jahr 1000 auf einer Karte von 1886

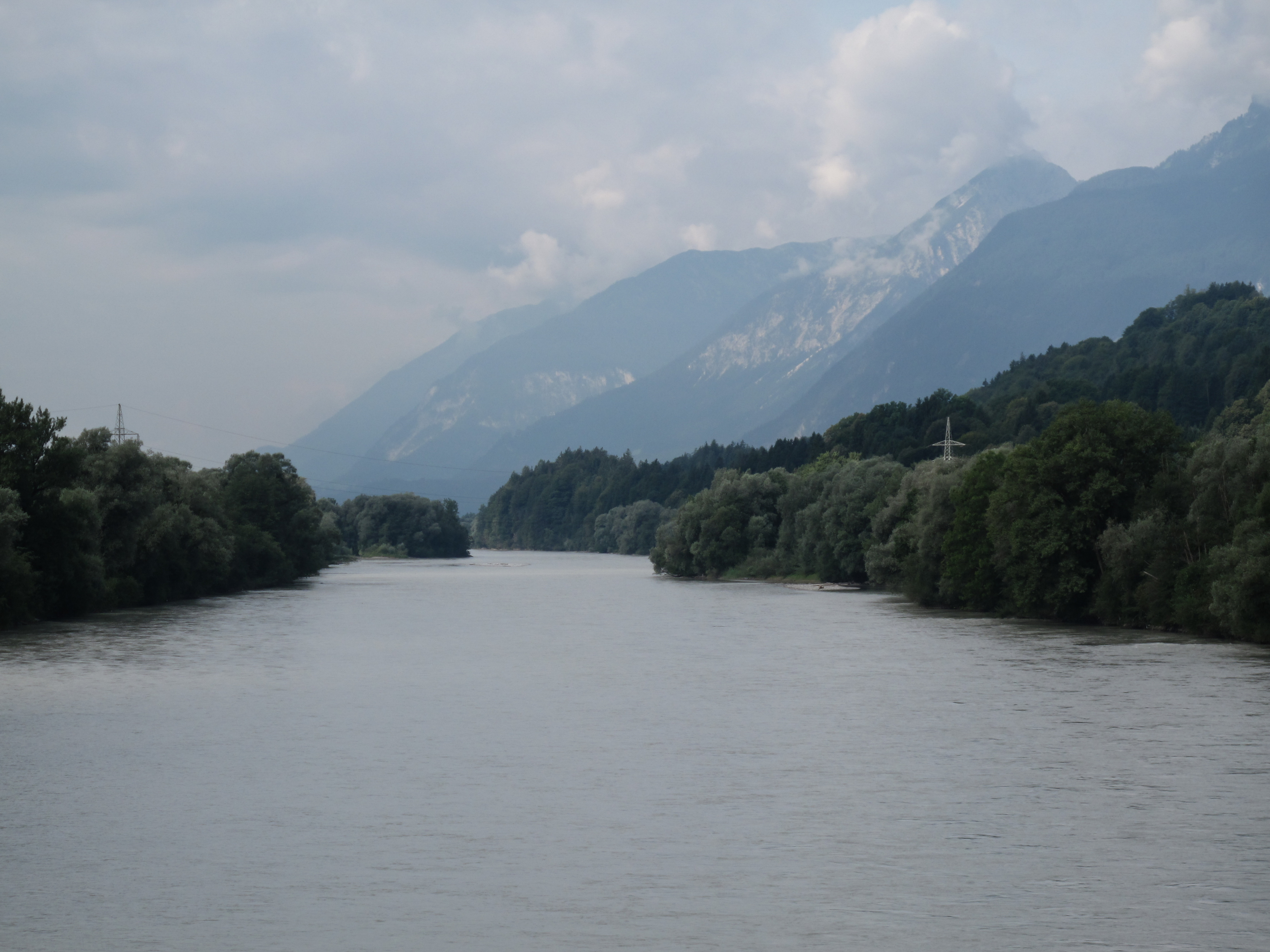
Kundl, der Inn (flussaufwärts)

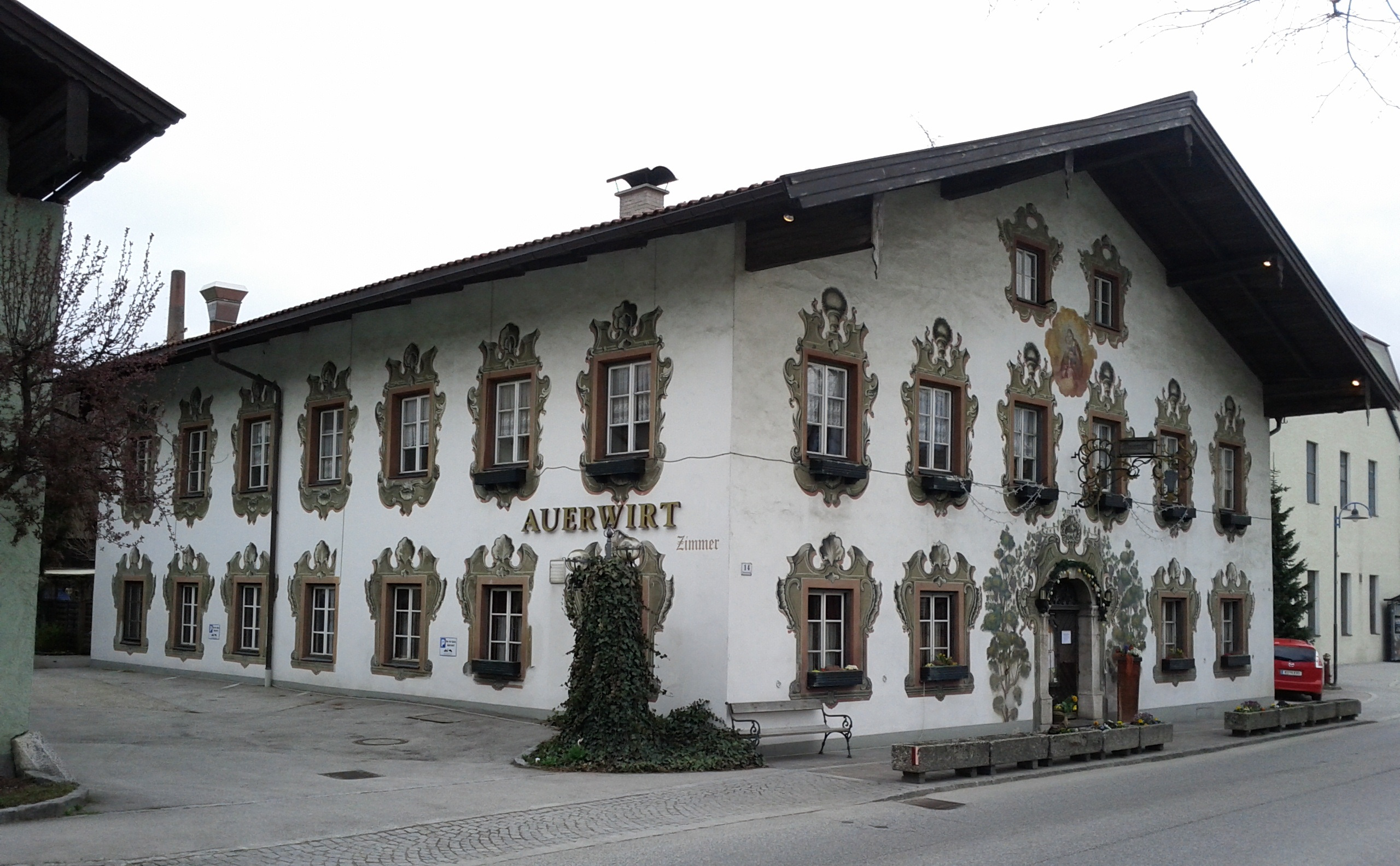
Gasthof Auerwirt

Bereits in vorrömischer Zeit ist eine Siedlungstätigkeit nachzuweisen. 1973 wurde bei einer Schottergrube ein Gräberfeld aus der La-Tène-Zeit mit mehreren Hundert Urnen gefunden. Dieser Beerdigungsort wurde schon in der Hallstattzeit und später unter römischer Herrschaft benutzt, wie spätere Grabungen ergaben. Man kann davon ausgehen, dass diese Ansiedelung dauerhaft war.
Im Jahre 788 tritt Kundl erstmals als ad Quantalas im Güterverzeichnis von Bischof Arno von Salzburg in das Licht der urkundlich belegten Geschichte. Der Name kann auf den antiken Namen *quantala (‚kleine Senke‘ oder ‚Wiese in der Niederung‘) zurückgehen. 1160 wurden erstmals die Herrn von Kundl urkundlich genannt, welche die Kundlburg bewohnten. Zu den bedeutendsten Kundler Adelsgeschlechtern gehörten die Kummersbrucker, die auf der 1213 erstmals genannten Kundlburg saßen, mit der ein selbständiges Gericht verbunden war.
Um 1405 wurde das Dorfgericht aufgelöst und seine Kompetenzen fielen an das Landgericht Rattenberg, der Verwaltungsbezirk blieb jedoch bestehen. Im 15. und 16. Jahrhundert erlangte der Bergbau (Silber, Kupfer und Kobalt) Bedeutung und so entstand im Ort ein Hütt- und Schmelzwerk (Kundler Ofen).

### Von der Brauerei zur Biochemie
1658 wurde von Bartlmä Plank eine Brauerei gegründet, in der das „Kundler Bier“ gebraut wurde. Damals wurde ein 50 Meter tiefer und 15 Meter breiter Stollen in den Berg südlich von Kundl gebaut. Temperatur und Luftfeuchtigkeit sind dort konstant und daher wurden die Räume als Bierlager genutzt.
1927 übernahm die nunmehrige Tiroler Aktienbrauerei Kundl die Brauerei Jenbach und stellte bald danach den Betrieb in Jenbach ein. 1929 übernahm die Brau AG die Vereinigten Brauereien Kundl-Jenbach. Wegen Rohstoffmangel musste die Bierproduktion 1943 eingestellt werden.
An diesem Standort ist heute der Firmensitz der österreichischen Sandoz GmbH. Hier erzeugte ab 1946 die damalige Biochemie GmbH dringend benötigtes Penicillin.

#### Die Schwarzen Mander in Kundl
Wegen des immer näher kommenden Kriegsschauplatzes des Zweiten Weltkriegs wurden die Schwarzen Mander aus der Innsbrucker Hofkirche in den Felsenkeller der Brauerei verlegt. Ab 25. Dezember 1943 wurden dort täglich zwei Figuren eingelagert. Der Rücktransport in die Hofkirche erfolgte nach Kriegsende.

#### Käsestollen
Anfang des 21. Jahrhunderts wurde der Brauereistollen einige Jahre lang von der Tirol Milch zur Reifung vom „Tiroler Felsenkeller-Käse“ genutzt.

### Bevölkerungsentwicklung
| Kundl: Einwohnerzahlen von 1869 bis 2024            | Kundl: Einwohnerzahlen von 1869 bis 2024 | Kundl: Einwohnerzahlen von 1869 bis 2024 | Kundl: Einwohnerzahlen von 1869 bis 2024 | Kundl: Einwohnerzahlen von 1869 bis 2024 |
| --------------------------------------------------- | ---------------------------------------- | ---------------------------------------- | ---------------------------------------- | ---------------------------------------- |
| Jahr                                                |                                          |                                          |                                          | Einwohner                                |
| 1869                                                | 1869                                     |                                          | 865                                      | 865                                      |
| 1880                                                | 1880                                     |                                          | 911                                      | 911                                      |
| 1890                                                | 1890                                     |                                          | 920                                      | 920                                      |
| 1900                                                | 1900                                     |                                          | 1.183                                    | 1.183                                    |
| 1910                                                | 1910                                     |                                          | 1.443                                    | 1.443                                    |
| 1923                                                | 1923                                     |                                          | 1.438                                    | 1.438                                    |
| 1934                                                | 1934                                     |                                          | 1.765                                    | 1.765                                    |
| 1939                                                | 1939                                     |                                          | 1.934                                    | 1.934                                    |
| 1951                                                | 1951                                     |                                          | 2.121                                    | 2.121                                    |
| 1961                                                | 1961                                     |                                          | 2.508                                    | 2.508                                    |
| 1971                                                | 1971                                     |                                          | 3.089                                    | 3.089                                    |
| 1981                                                | 1981                                     |                                          | 3.267                                    | 3.267                                    |
| 1991                                                | 1991                                     |                                          | 3.468                                    | 3.468                                    |
| 2001                                                | 2001                                     |                                          | 3.716                                    | 3.716                                    |
| 2011                                                | 2011                                     |                                          | 3.960                                    | 3.960                                    |
| 2021                                                | 2021                                     |                                          | 4.850                                    | 4.850                                    |
| 2024                                                | 2024                                     |                                          | 4.953                                    | 4.953                                    |
| Quelle(n): Statistik Austria, Gebietsstand 1.1.2021 |                                          |                                          |                                          |                                          |

## Kultur und Sehenswürdigkeiten

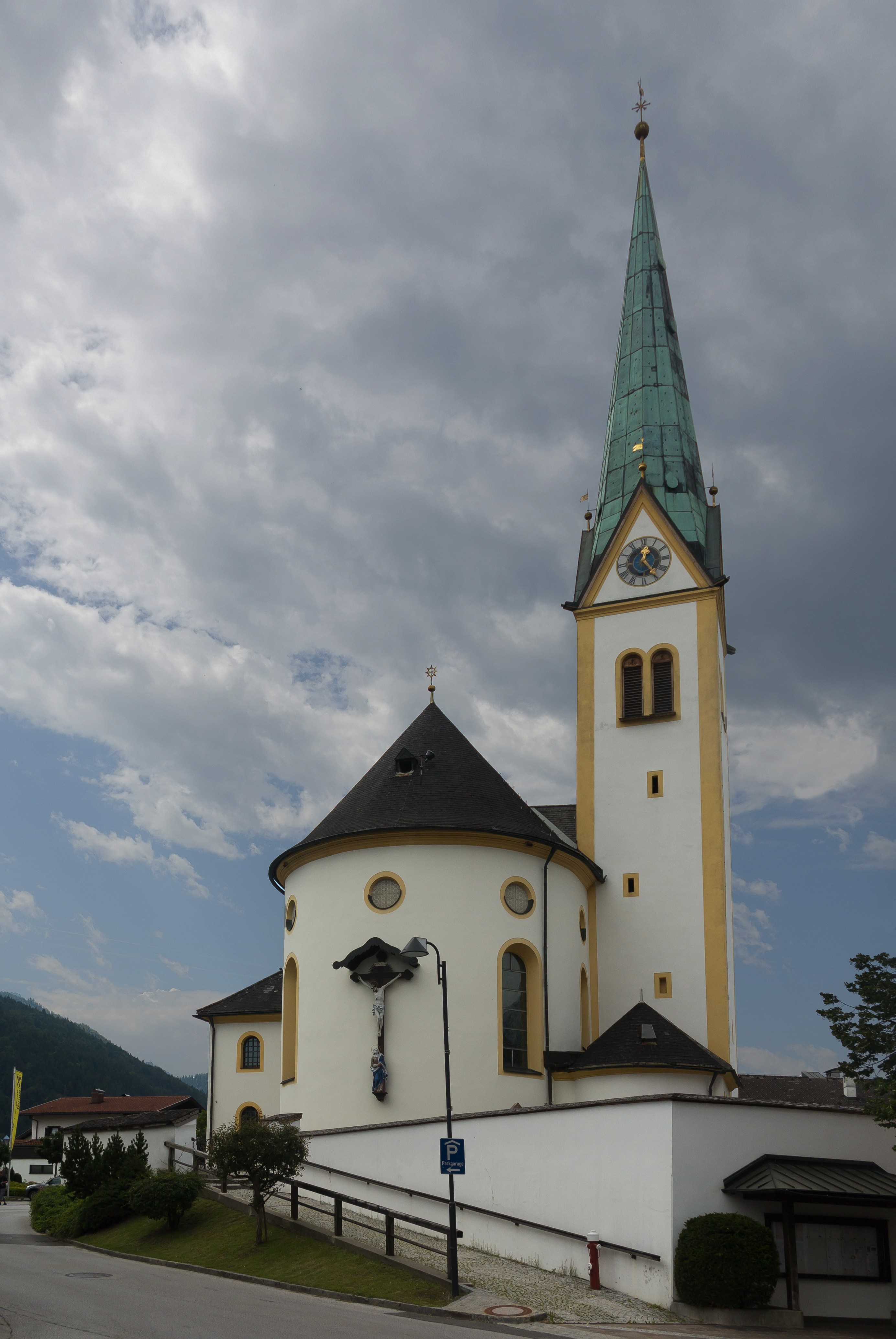
Pfarrkirche Kundl

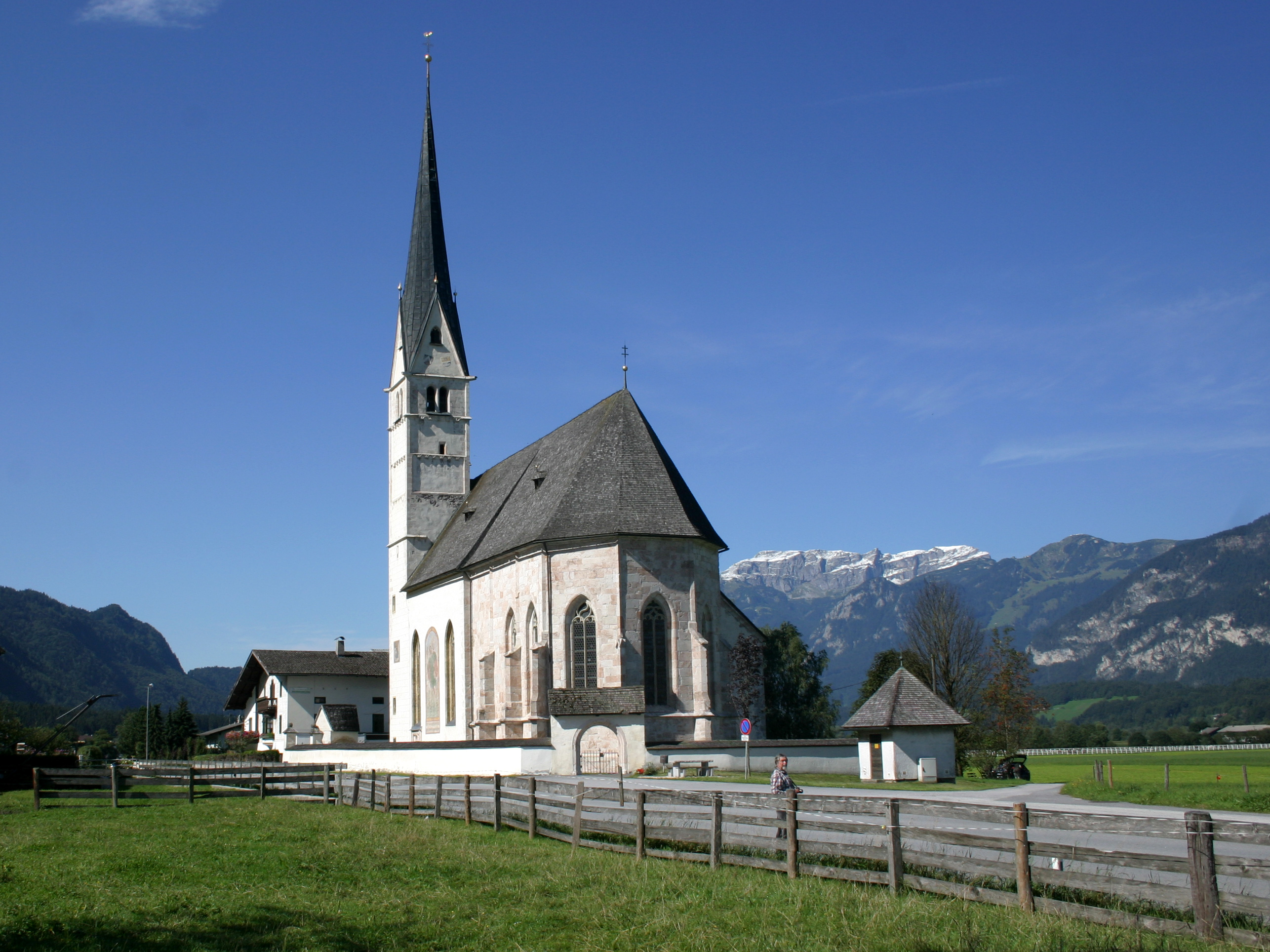
St. Leonhard auf der Wiese

In Kundl wurde die geistliche sowie weltliche Musik seit Jahrhunderten gepflegt. Daraus entstand später die Musikkapelle Kundl, die 2010 das 225-Jahr-Jubiläum feierte.
- Katholische Pfarrkirche Kundl Mariä Himmelfahrt: Bereits bei der ersten urkundlichen Erwähnung 788 wurde auch eine Kirche genannt. Die Reste dieses Gebäudes wurden später freigelegt. Die Pfarre Kundl war eine Urpfarrei. Der heutige Widum wurde im Jahre 1576 errichtet. Um das Jahr 1680 erhielt die Kirche eine neue Orgel. 1734/1736 wurde die Pfarrkirche anstelle eines älteren Baues neu errichtet. Das Äußere der Pfarrkirche ist schlicht gehalten, die Innenausstattung ist jedoch von bestechender Eleganz. Hervorragende wertvolle Stuckaturen und Deckenfresken sowie das Altarbild Maria Himmelfahrt, das von der alten Kirche übernommen wurde, bestimmen das Innere der Pfarrkirche.
- Die Filialkirche und Wallfahrtskirche St. Leonhard auf der Wiese gilt als Spitzenmonument der Spätgotik. Laut Legende wird die Wallfahrtskirche zum Hl. Leonhard auf ein Verlöbnis zurückgeführt: Heinrich II. soll um 1019 durch sein Pferd an ein früheres Versprechen, hier eine Kirche zu errichten, erinnert worden sein. 1020 wurde die Kirche angeblich durch Papst Benedikt VIII. im Beisein des Kaisers bei einer Reise durch Tirol eingeweiht, doch handelt es sich bloß „um eine barocke Mystifikation“, die im 17. Jahrhundert für die Wallfahrt der spätgotischen Kirche werben sollte.[5] Der Kirchenbau stammt nämlich von 1480 und ist ohne sakralen Vorgängerbau. Zur Zeit Josephs II. wurde die Kirche gesperrt. Fast wäre sie versteigert und abgerissen worden, hätten sich nicht die tiefgläubigen Bauern der Umgebung für den Erhalt des Gotteshauses eingesetzt. Bis in die 1930er Jahre waren drei Glocken im Kirchturm, eine davon wurde in den Kriegsjahren konfisziert. 2011 gaben Bauern der Umgebung bei der Glockengießerei Grassmayr in Innsbruck eine Leonhardi-Glocke in Auftrag, die im Juni 2012 gegossen wurde und am 11. November beim Leonhardiritt 2012 aufgezogen wurde. Um 15:36 Uhr erklang die Glocke erstmals unter Beisein von Erzbischof Alois Kothgasser. Seit 2014 werden die Glocken elektrisch geläutet.

### Veranstaltungen
- Am Sonntag nach dem 6. November wird jährlich der Leonhardiritt mit Prozessionsgang zur St.-Leonhard-Kirche veranstaltet, bei dem der Ortspfarrer und hunderte Teilnehmer sowie viele Pferde einen Prozessionszug bilden. Auf einer Wiese gegenüber der Kirche wird eine Feldmesse gefeiert und anschließend die Pferdesegnung vorgenommen.
- Seit 2002 findet in Kundl im Zweijahresrhythmus das Internationale Jugendfilmfestival Tirol statt. Beim 3. Filmfestival im Juni 2006 wurden mehr als 200 Filme aus 40 Nationen eingesandt. Das Festival erstreckt sich meist über drei Tage und zeigt die besten Filme des Bewerbes öffentlich und bei freiem Eintritt. Organisiert wird das Internationale Jugendfilmfestival Tirol von Filmemacher Emanuel Altenburger, der in London an der Filmhochschule studierte und ebenfalls aus Kundl stammt.

### Sport
Kundls Traditionsfußballklub, der SC Holz Pfeifer Kundl, spielt in der Tiroler Landesliga. Neben den gewöhnlichen Sportarten wird schon seit 1995 die Trendsportart Frisbee Ultimate gespielt. Dieser Sport wird derzeit im Frisbeeverein INNsiders ausgeübt.
In Kundl begann der Kraftsportler und spätere Weltmeister Milo Barus während seiner Wanderjahre als Müllergeselle erstmals in einem Sportverein mit dem Gewichtheber- und Ringertraining.

## Wirtschaft und Infrastruktur
Im 20. Jahrhundert entwickelte sich Kundl zu einem Industriestandort und Einpendlergemeinde, die neben mehreren namhaften Gewerbebetrieben das Traktorenwerk Lindner und das Pharmaunternehmen Sandoz Österreich beherbergt, wobei Sandoz das größte Unternehmen im ganzen Tiroler Unterland ist. Lindner stellt seit 1948 Traktoren her.
In Anerkennung der wirtschaftlichen Bedeutung wurde Kundl am 10. Juli 1988 von der Tiroler Landesregierung die Urkunde der Markterhebung überreicht.
Zu den Gemeindebetrieben gehören:
- Eisarena
- Schwimmbad
- In Zusammenarbeit mit der Nachbargemeinde Breitenbach:
  - Sozialzentrum „mitanond“ Kundl – Breitenbach (seit 2015, Alten- und Pflegewohnheim)
  - Wertstoffsammelzentrum

### Verkehr
Die Gemeinde liegt an der Inntalautobahn (Ausfahrt Wörgl West) und an der ÖBB-Unterinntalbahn (Strecke Kufstein – Wörgl – Innsbruck) als Teil der ÖBB-Westbahn; der Bahnhof Kundl gehört zu den ausgedehnten Bahnanlagen der Nachbarstadt Wörgl (Bahnhofteil Wörgl Kundl des Wörgler Hauptbahnhofes).

### Bildung
- EKiZ Kundl / Breitenbach (Eltern-Kind-Zentrum)
- Sandoz Kids Kundl
  - In Zusammenarbeit mit der Firma Sandoz und dem E-Ki-Z: Bauernhofkindergarten (Bauernhof „Steckenpferd“)
- Kindergarten mit Kinderkrippe
- VS Kundl (12 Klassen)
- NMS Kundl (8 Klassen)
- Schülerhort Kundl
- Erwachsenenschule

## Politik

### Gemeinderat
Der Gemeinderat besteht aus 15 Mitgliedern.
| Partei                                                 | 2022  | 2022    | 2016  | 2016    | 2010  | 2010    |
| Partei                                                 | %     | Mandate | %     | Mandate | %     | Mandate |
| ------------------------------------------------------ | ----- | ------- | ----- | ------- | ----- | ------- |
| Bürgermeisterliste – team anton hoflacher (TEAM AH) 2) | 47,08 | 8       | 43,46 | 7       | 34,41 | 5       |
| Wir für Kundl Mensch.Arbeit.Leben (WFK)                | 13,71 | 2       |       |         |       |         |
| Vorrang für Kundl (VORRANG)                            | 10,71 | 1       |       |         |       |         |
| Menschen Freiheit Grundrechte (MFG)                    | 7,05  | 1       |       |         |       |         |
| Klima Zukunft Kundl (KLIMZUKU)                         | 6,35  | 1       |       |         |       |         |
| Wir für Kundl Land.Wirtschaft (LWK)                    | 6,19  | 1       |       |         |       |         |
| Kundler Frauen (KF)                                    | 5,53  | 1       | 9,38  | 2       |       |         |
| FPÖ Kundl                                              | 3,39  | 0       | 9,08  | 1       |       |         |
| Volkspartei Kundl                                      |       |         | 18,20 | 3       |       |         |
| Bürgerliche Kundler Liste mit Michael Dessl 1)         |       |         | 14,80 | 2       | 13,37 | 2       |
| Die Jungen                                             |       |         | 3,01  | 0       | 6,53  | 1       |
| Kundl Aktiv                                            |       |         | 2,07  | 0       |       |         |
| Kundler Bürgermeisterliste – Werner Haaser             |       |         |       |         | 27,79 | 4       |
| Wirtschaft Kundl                                       |       |         |       |         | 9,57  | 2       |
| Aktiv 2000                                             |       |         |       |         | 8,34  | 1       |

1) Die Partei trat 2010 unter dem Namen „Bürgerliche Kundler Liste“ an.
2) Die Partei trat 2010 unter dem Namen „Anton Hoflacher und sein Team – SPÖ Kundl“ an.

### Bürgermeister
- 1992–2002 Hannes Gschwentner (SPÖ)
- 2002–2010 Heinrich Fuchs (ÖVP)
- seit 2010 Anton Hoflacher (TEAM AH)[12]

### Wappen
Kundl erhielt am 8. Jänner 1953 ein Gemeindewappen verliehen.
Blasonierung:
„In einem geteilten Dreieckschild im oberen Feld auf silbernem Grund ein rotes, nach rechts gewendetes wachsendes Einhorn, im unteren Feld auf blauem Grund drei goldene Sterne.“

Das Gemeindewappen erinnert an das Wappen der besonders im 13. Jahrhundert für die Geschichte des Dorfes bedeutenden Herren von Kundl.

## Persönlichkeiten

### Söhne und Töchter der Gemeinde
- Josef Sapl (1862–1925), Orgelbauer
- Hans Schrott-Fiechtl (1867–1938), Landwirtschaftsexperte und Schriftsteller
- Rudolf Margreiter (1876–1956), Maler
- Carina Wasle (* 1984), Triathletin

### Mit der Gemeinde verbunden
- Franz Stumpf (1876–1935), Landeshauptmann von Tirol (1921–1935)
- Hermann Lindner (1905–1957), Firmengründer